# Eulithomyrmex
Eulithomyrmex Carpenter, 1935 è un genere di formiche estinte della sottofamiglia Agroecomyrmecinae.

## Distribuzione
Le specie sono state descritte da shale dell'Oligocene a Florissant (USA).

## Tassonomia
Il genere è composto da 2 specie:
- Eulithomyrmex rugosus (Carpenter, 1930) †
- Eulithomyrmex striatus (Carpenter, 1930) †